# 標識再捕獲法

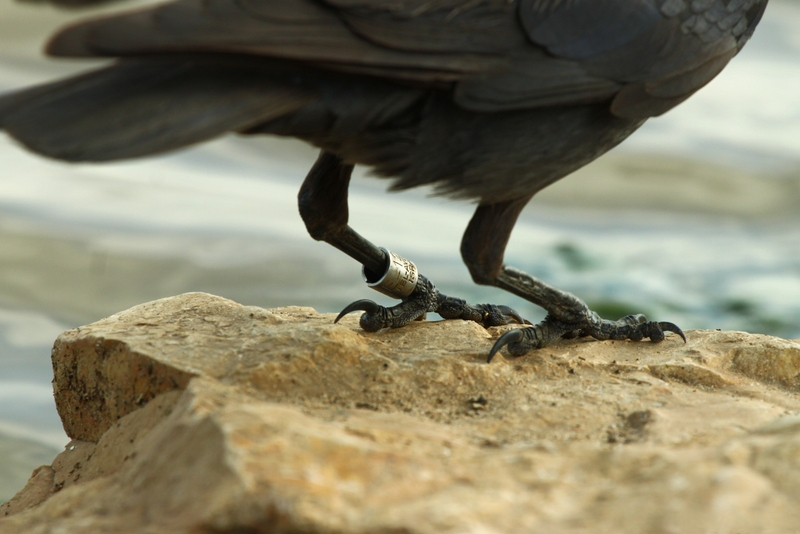
鳥類標識調査で付けられた足環

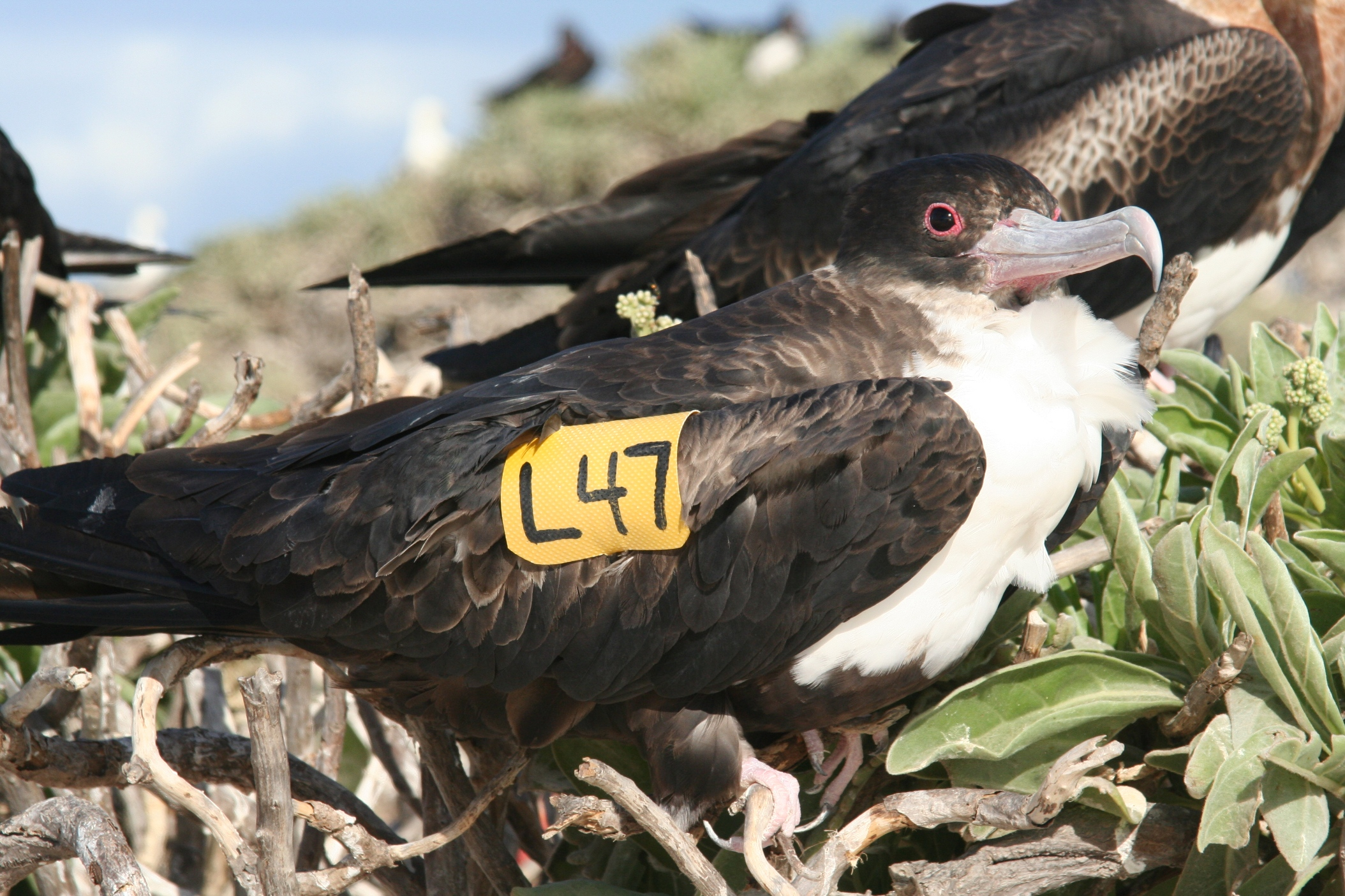
翼タグ

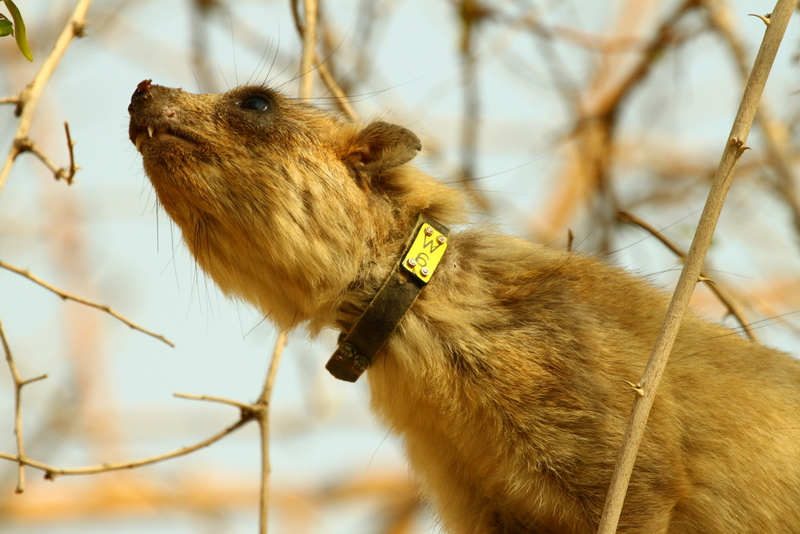
標識の首輪が付けられたケープハイラックス

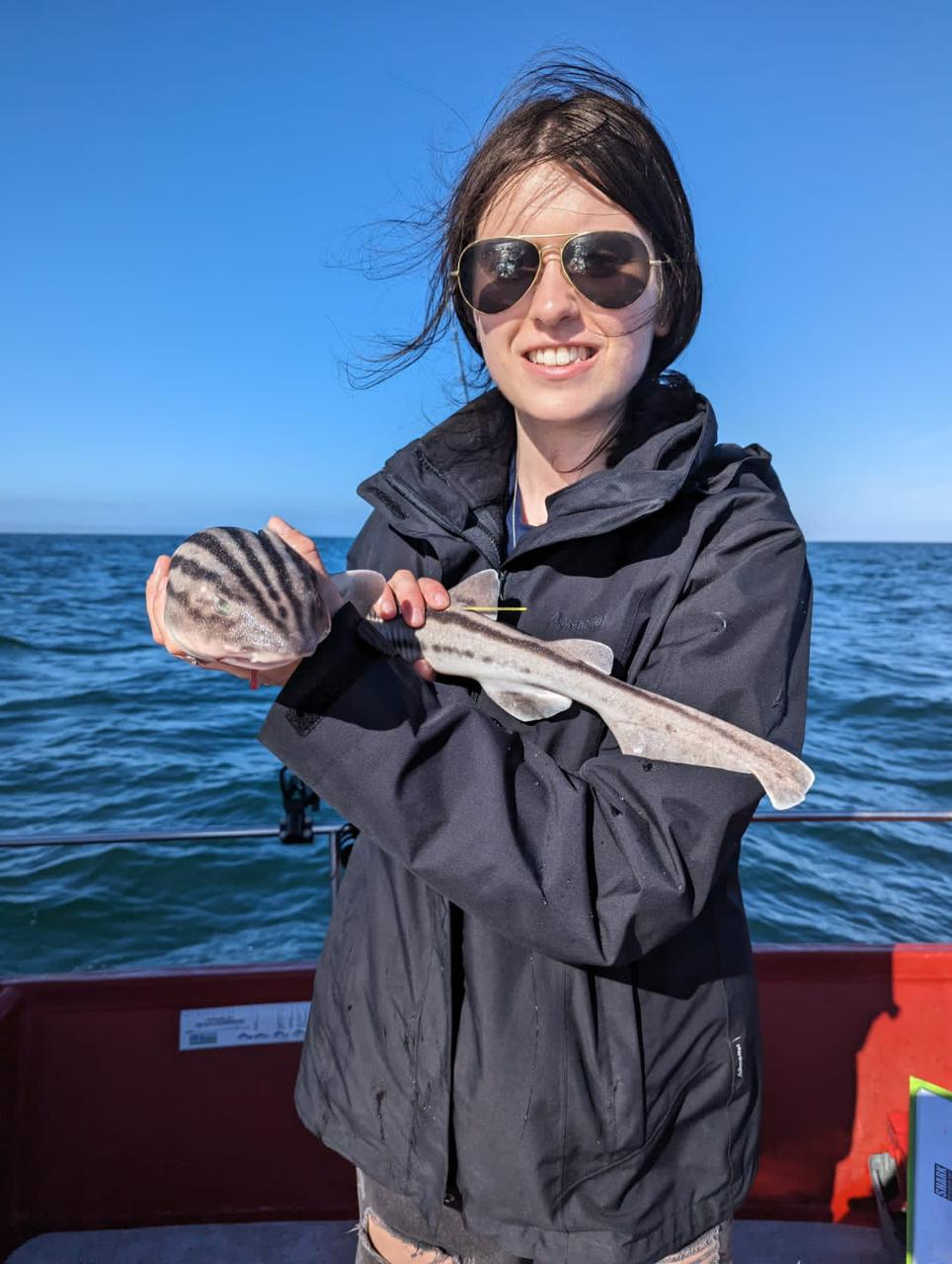
背びれの下に標識が付けられたネコザメ

標識再捕獲法（ひょうしきさいほかくほう、英：mark-recapture）とは、個体群を構成する個体数を推定する為の方法の一つである。主に個体群生態学で使用される。捕獲再捕獲法 (capture‐recapture)、標識再捕法、捕獲‐標識‐再捕獲法とも呼ばれる。
個体群生態学において、全個体を把握し、その個体数を数える事は不可能に近いため、さまざまな個体数推定法が用いられる。推測された値は、絶対個体数 (absolute abundance) に対し、推定個体数 (relative abundance) と呼ばれる。実際には、個体数そのものではなく、対象を個体群の一部と見て、密度を推定する場合もある。その場合、密度推定の語も使われる。

## Petersenによる標識再捕獲法[1][2][3]
最も基本的かつ単純なモデルである。閉鎖系（指定されたフィールドの個体数は標識再捕獲法の実地時間中に変動しない）で、個体が短時間に十分混じり合えるフィールドにおいて、個々の捕獲率に差が無く、その系における個体の死亡と出生は起こらない。また、つけた標識がその後の個体の行動に影響を与えない。再捕獲の回数は1回で最初の捕獲時と同じ条件で行われる。以上の仮説を前提として以下の理論が成立する。
1. フィールドからM匹捕獲し、それらに標識をつけてフィールドに戻す。
2. 二度目の捕獲（または発見）を行う。

再捕獲数（C）中、R匹に標識が付いていたとすると、
標識個体の数（M)/全個体数（N)＝再捕獲された標識個体の数（R)/再捕獲された個体数（C)
なので、
　　　
{\displaystyle N={\frac {MC}{R}}}
となる。
捕獲する個体数が多いほど、推測値と実測値との差は少なくなる。

### 捕獲回数1回の改良版
傾向を修正する改良を加えられた数式は下記のようになる。
{\displaystyle N={\frac {(M+1)(C+1)}{R+1}}-1}
(M+C)>N, R>7の場合に限り、傾向の修正がされているとみなされる。

## その他の標識再捕獲法
2回以上の再捕獲には統計学を利用した数理モデルの適用が必要となる。
- オープンソースの統計解析システムRなどを利用して、ポアソン回帰を当て嵌めたモデル。
- Schnabelによる標識再捕獲法[3]

一回一回の捕獲をPetersenの推定法が連なっているものだと解釈する。
- Jolly-Seberによる標識再捕獲法[4]

非閉鎖系（死亡、誕生、個体群内外の個体の出入りなどで調査期間中に個体総数が変動する）のフィールドにおける推定法で、少なくとも3度にわたる捕獲を必要とする。標識はどの捕獲回に着けられたのかを識別できなければならない。
時系列に沿った推定や、閉鎖系と非閉鎖系を組み合わせた推定も存在する。
MARK、 M-SURGE等の標識再捕獲法用のプログラムもある。

### 注意点
- 捕獲は無作為に行われなければならない。
- 捕獲や標識装着による影響は個々の捕獲率に差をつけかねない。
- 標識がその重さや色、形のために、個体の生活・行動に影響を及ぼす危険性がある。